# (2285) Ron Helin
(2285) Ron Helin es un asteroide perteneciente al cinturón de asteroides, descubierto el 27 de agosto de 1976 por Schelte John Bus desde el Observatorio del Monte Palomar, Estados Unidos.  

## Designación y nombre
Designado provisionalmente como 1976 QB. Fue nombrado Ron Helin en honor a Ronald P. Helin y su esposa Eleanor F. Helin amigos del descubridor.